# Rumex tolimensis
Rumex tolimensis är en slideväxtart som beskrevs av Hugh Algernon Weddell. Rumex tolimensis ingår i släktet skräppor, och familjen slideväxter. Inga underarter finns listade i Catalogue of Life.